# Вулиця Загребельна (Тернопіль)
Вулиця Загребельна — вулиця в житловому масиві «Дружба» міста Тернополя.

## Відомості
Розпочинається від вулиці Сергія Короля, пролягає на північ, згодом — на північний схід до вулиці Львівської, де і закінчується. Довжина вулиці — приблизно 650 м. У вулиці є багато відгалужень, які переважно тупикові. На вулиці розташовані приватні будинки.

## Дотичні вулиці
Лівобічні: Південна, Волинська, Грабовського